# مؤتمر الحج السنوي
مؤتمر الحج السنوي أو مؤتمر مكة المكرمة، هو مؤتمر تقيمه رابطة العالم الإسلامي في موسم الحج من كل عام، ويعقد في مدينة مكة المكرمة، بالمملكة العربية السعودية، ويشارك فيه نخبة من العلماء والمفكرين المسلمين.

## خلفية
بدأ انعقاد مؤتمر مكة المكرمة في العام 1343هـ في عهد مؤسس المملكة العربية السعودية الملك عبد العزيز آل سعود، ولم تكن رابطة العالم الإسلامي قد تأسست بعد، حيث دعا الملك عبد العزيز إلى عقد مؤتمر إسلامي عالمي في مكة المكرمة لمناقشة واقع المسلمين والبحث عن حلول للمشكلات التي تواجههم، وشهد المؤتمر وقتها مشاركة 16 وفدا من داخل المملكة وخارجها.
بعد إنشاء رابطة العالم الإسلامي في مكة المكرمة في العام 1382هـ عادت فكرة المؤتمر من جديد، وكان قد توقف عن الانعقاد، فبدأت الرابطة في إحيائه بشكل سنوي بدءا من العام 1422هـ، حيث يتم اختيار أحد الموضوعات المستجدة في كل مؤتمر لمناقشته وإصدار التوصيات بشأنه.